# گامزبرگ
گامزبرگ (به لاتین: Gamsberg) یک کوه در سوئیس است که در کانتون سنت گالن واقع شده‌است. گامزبرگ ۲٬۳۸۴ متر بالاتر از سطح دریا واقع شده‌است.